# 上野尻站
上野尻站（日语：／ Kami-Nojiri eki */?）是位於福島縣耶麻郡西會津町上野尻字太田2805番地，屬於東日本旅客鐵道（JR東日本）的磐越西線車站。

## 歷史
- 1914年（大正3年）11月1日[1]：鐵道院岩越線 野澤站至津川站之間開通，此站啟用。
- 日期不詳 - 待避線和車站大樓一方的下行線撤走。
- 1983年（昭和58年）2月28日：成為簡易委託車站。
- 1987年（昭和62年）4月1日：伴隨國鐵分割民營化，車站由東日本旅客鐵道（JR東日本）營運[3]。

## 車站構造
此站是地面車站，設有1面1線的單式月台。此站曾設有1面2線的島式月台和待避線。月台西邊鄰接站房。站內設有自動販賣機和候車室。在2008年前，車站內部設有JA會津飯出群岡分所。
此站是由新津站管理的簡易委託車站，並設有POS終端。

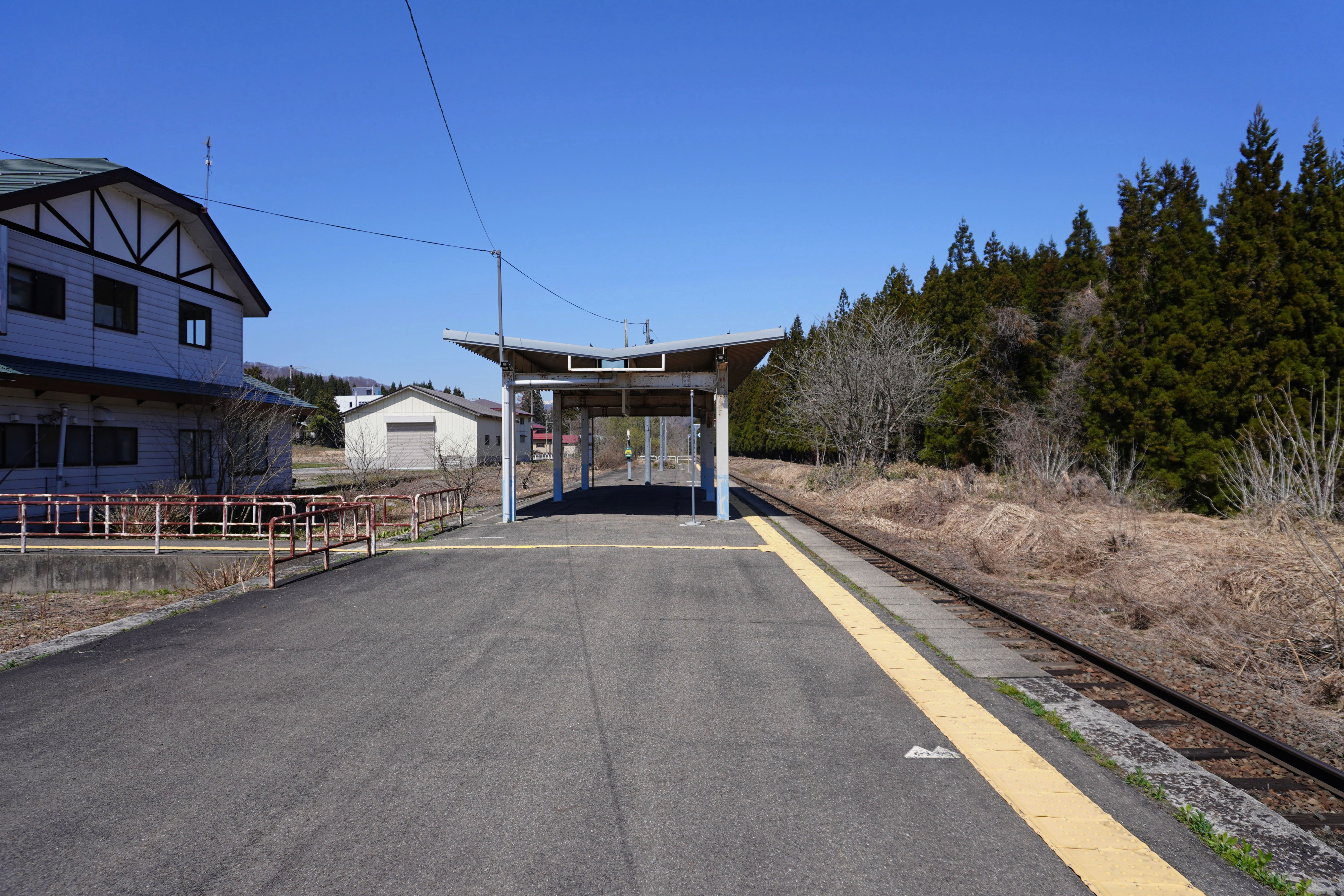
月台（2023年4月）
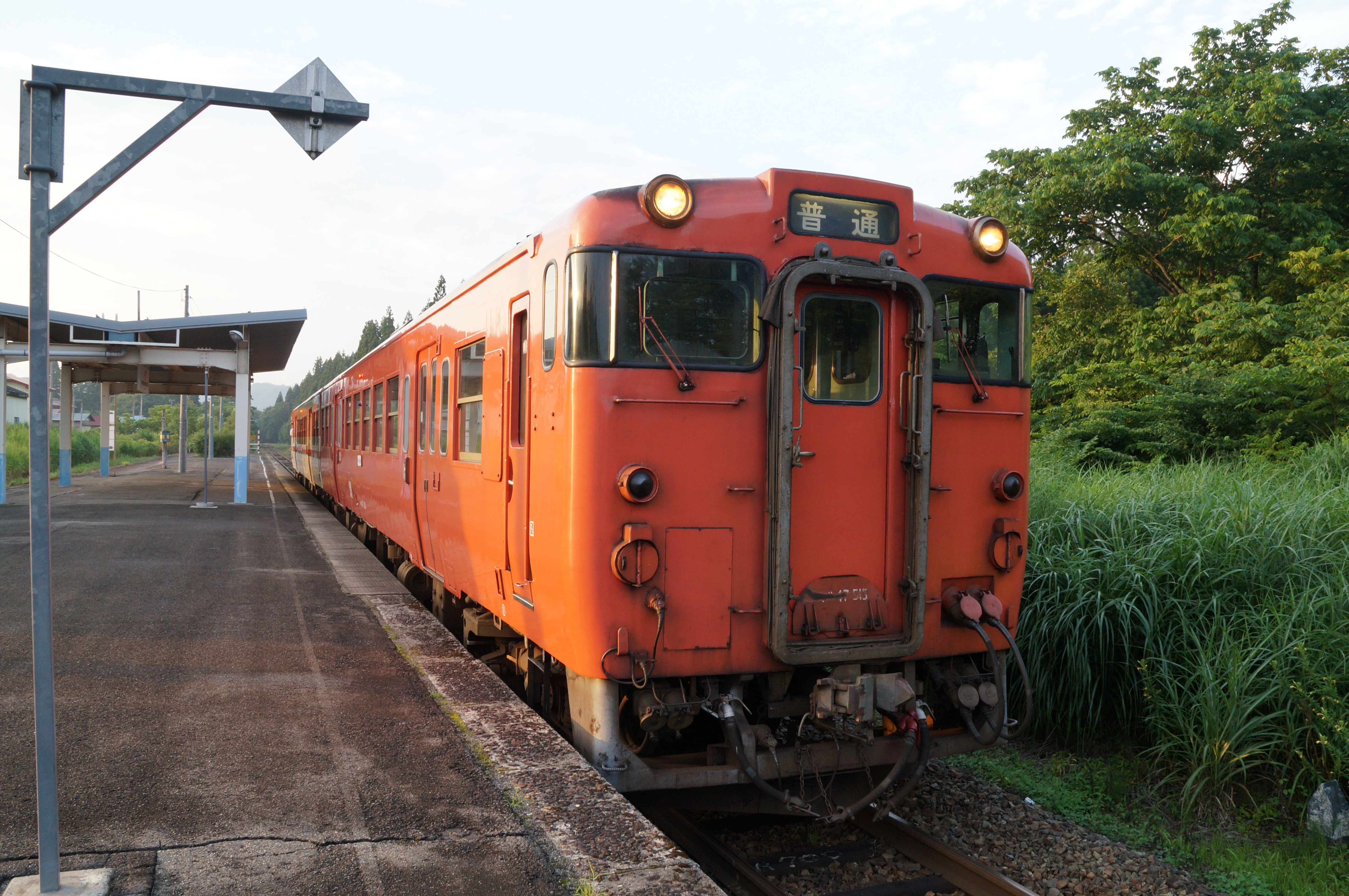
在月台停車中的KiHa47系（2013年8月）
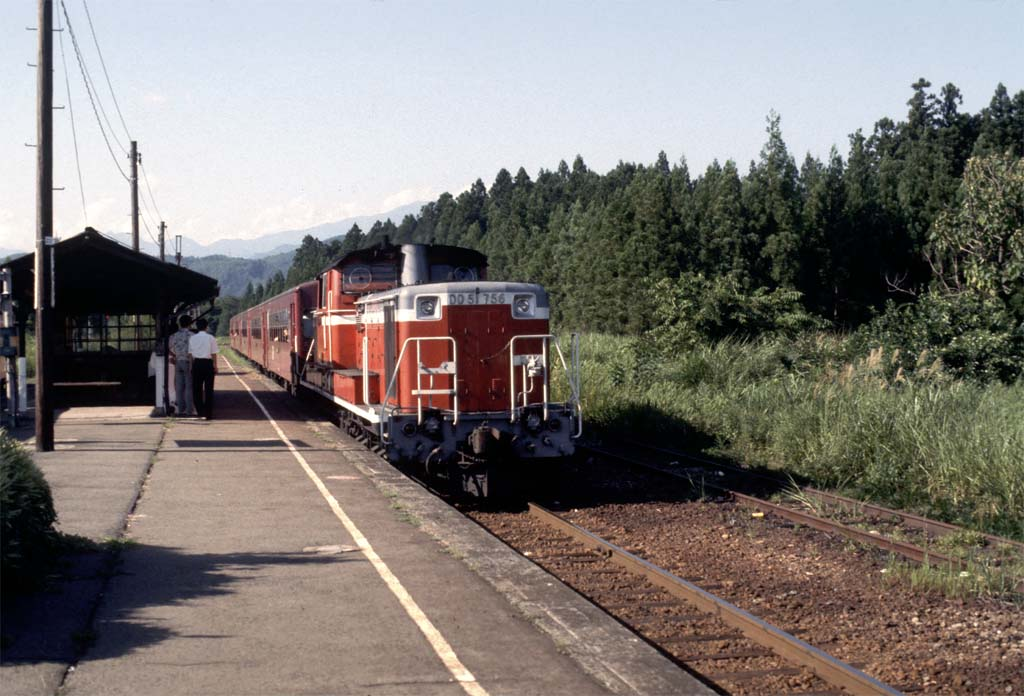
曾經存在的月台 （1987年）

## 利用狀況
根據「JR東日本」的資料，在2019年度（令和元年度）1日平均乘車人次為19人。
以下列出近年乘車人次變化：
| 年度               | 1日平均 乘車人次 | 參考資料        |
| ------------------ | ---------------- | --------------- |
| 2000年（平成12年） | 76               | [ 利用客数 2 ]  |
| 2001年（平成13年） | 60               | [ 利用客数 3 ]  |
| 2002年（平成14年） | 47               | [ 利用客数 4 ]  |
| 2003年（平成15年） | 41               | [ 利用客数 5 ]  |
| 2004年（平成16年） | 40               | [ 利用客数 6 ]  |
| 2005年（平成17年） | 39               | [ 利用客数 7 ]  |
| 2006年（平成18年） | 37               | [ 利用客数 8 ]  |
| 2007年（平成19年） | 30               | [ 利用客数 9 ]  |
| 2008年（平成20年） | 27               | [ 利用客数 10 ] |
| 2009年（平成21年） | 28               | [ 利用客数 11 ] |
| 2010年（平成22年） | 23               | [ 利用客数 12 ] |
| 2011年（平成23年） | 20               | [ 利用客数 13 ] |
| 2012年（平成24年） | 19               | [ 利用客数 14 ] |
| 2013年（平成25年） | 26               | [ 利用客数 15 ] |
| 2014年（平成26年） | 24               | [ 利用客数 16 ] |
| 2015年（平成27年） | 18               | [ 利用客数 17 ] |
| 2016年（平成28年） | 15               | [ 利用客数 18 ] |
| 2017年（平成29年） | 16               | [ 利用客数 19 ] |
| 2018年（平成30年） | 20               | [ 利用客数 20 ] |
| 2019年（令和元年） | 19               | [ 利用客数 1 ]  |

## 車站周邊
- 福島縣道370號上野尻停車場線（日语：福島県道370号上野尻停車場線）
- 福島縣道338號上鄉下野尻線（日语：福島県道338号上郷下野尻線）
- 國道49號（日语：国道49号）
- 群岡郵局
- 舊柴崎橋（日语：旧柴崎橋）
- 東北電力上野尻水壩（日语：上野尻水壩）（柴崎橋）、上野尻發電站、第二上野尻發電站

## 相鄰車站
東日本旅客鐵道（JR東日本）
■磐越西線
□快速「阿賀野」
通過
■普通
野澤－上野尻－德澤

## 注腳

### 利用狀況
1. 1 2  . 東日本旅客鐵道.   [2020-07-13]. （原始内容存档于2020-10-31） （日语）.
2. ↑  . 東日本旅客鐵道.   [2019-02-24]. （原始内容存档于2018-02-13） （日语）.
3. ↑  . 東日本旅客鐵道.   [2019-02-24]. （原始内容存档于2019-04-02） （日语）.
4. ↑  . 東日本旅客鐵道.   [2019-02-24]. （原始内容存档于2019-04-02） （日语）.
5. ↑  . 東日本旅客鐵道.   [2019-02-24]. （原始内容存档于2019-04-02） （日语）.
6. ↑  . 東日本旅客鐵道.   [2019-02-24]. （原始内容存档于2019-04-02） （日语）.
7. ↑  . 東日本旅客鐵道.   [2019-02-24]. （原始内容存档于2017-08-08） （日语）.
8. ↑  . 東日本旅客鐵道.   [2019-02-24]. （原始内容存档于2019-03-27） （日语）.
9. ↑  . 東日本旅客鐵道.   [2019-02-24]. （原始内容存档于2017-08-08） （日语）.
10. ↑  . 東日本旅客鐵道.   [2019-02-24]. （原始内容存档于2019-04-02） （日语）.
11. ↑  . 東日本旅客鐵道.   [2019-02-24]. （原始内容存档于2019-04-02） （日语）.
12. ↑  . 東日本旅客鐵道.   [2019-02-24]. （原始内容存档于2016-03-27） （日语）.
13. ↑  . 東日本旅客鐵道.   [2019-02-24]. （原始内容存档于2019-03-26） （日语）.
14. ↑  . 東日本旅客鐵道.   [2019-02-24]. （原始内容存档于2019-04-02） （日语）.
15. ↑  . 東日本旅客鐵道.   [2019-02-24]. （原始内容存档于2016-03-04） （日语）.
16. ↑  . 東日本旅客鐵道.   [2019-02-24]. （原始内容存档于2019-03-26） （日语）.
17. ↑  . 東日本旅客鐵道.   [2019-02-24]. （原始内容存档于2017-08-12） （日语）.
18. ↑  . 東日本旅客鐵道.   [2019-02-24]. （原始内容存档于2017-10-01） （日语）.
19. ↑  . 東日本旅客鐵道.   [2019-02-24]. （原始内容存档于2019-03-25） （日语）.
20. ↑  . 東日本旅客鐵道.   [2019-07-21]. （原始内容存档于2020-05-14） （日语）.

## 外部連結
- 車站資訊（上野尻）：東日本旅客鐵道（日語）